# Jean Carlos (musicien)
Pour les articles homonymes, voir Jean Carlos.
Jean Carlos (né Carlos Vidal Sánchez le 15 février 1971) est un chanteur, danseur et compositeur dominicain, qui a fait carrière en Argentine.

## Biographie
À l'âge de 13 ans, en 1984, influencé par le groupe Menudo, il forme son premier groupe appelé Power, qui ne parvient pas à se transcender car il s'agit d'un groupe de quartier. Il étudie ensuite le théâtre, la poésie et le chant avant de former, quelques années plus tard, son premier groupe de merengue : La Dinámica, dans lequel il reste un an avant de passer à La Dominican Band, qui a plus d'importance en République dominicaine. Il poursuit sa carrière en accompagnant le chanteur de merengue Elvis Montilla en tant que seconde voix et en faisant partie du groupe Leña, à l'âge de 18 ans.
En 1990, il émigre en Argentine, plus précisément dans la province de Córdoba. C'est là qu'il commence sa carrière avec le groupe d'« El Negro » Angel Videla. En 1991, il forme avec trois amis dominicains le groupe Rataplan, parmi lesquels Abraham Vázquez et Ray Meléndez, où ils commencent à mélanger la musique la plus populaire de la province de Córdoba, le cuarteto, avec des rythmes et des instruments de musique étrangers tels que la güira et la tambora. Ce groupe dure trois ans.
Il reste un an avec le chanteur Daniel Humberto Reyna (Sebastián), où il fait les chœurs et joue des tumbadoras. Il devient membre du groupe Tru-la-lá, l'un des plus populaires de la province, où Jean Carlos est reconnu comme danseur, chanteur et compositeur,. Un an et demi plus tard, il décide de quitter Tru-la-lá et fait ses débuts en solo le 13 avril 1996. 

## Style musical
Son style musical propose la fusion du cuarteto et du merengue, comme il l'a appelé Merenteto. Il est actuellement engagé, avec d'autres artistes du genre, dans le mouvement pro-vie. 

## Discographie

### Albums studio
- 1996 : Como yo los amo
- 1996 : Ven que tengo mambo
- 1997 : El negro pega con to!
- 1997 : Un estilo
- 1998 : Con la gente
- 1999 : Abriendo caminos
- 1999 : Tu Amante en secreto (certifié disque d'or par la CAPIF)[4]
- 2000 : A lo largo y a lo ancho
- 2001 :  Nominado (certifié disque d'or par la CAPIF)[4]
- 2002 : Rompiendo el hielo
- 2003 : Elegido por la gente
- 2004 : Vale la pena
- 2005 : Amor puro
- 2006 : Entre nosotros
- 2007 : Esencia de ayer y hoy
- 2008 : Renaciendo
- 2010 : En vivo y en privado
- 2011 : Un nuevo comienzo
- 2011 : Tiempo de clásicos
- 2012 : Defendiendo la corona
- 2013 : Regalo de navidad vol. 1
- 2014 : Canciones inolvidables Vol. 1
- 2014 : Regalo de navidad vol. 2
- 2016 : La gente me quiere[5]

### Avec Rataplán
- 1990 : Baile en la calle
- 1991 : Ay!! Yo quiero

### Avec Tru-la-lá
- 1994 : 10 Años
- 1995 :  Trulalazo
- 1995 : Con la música en la sangre